# Adam Posen
Pour les articles homonymes, voir Posen.
 (août 2022).
Adam Simon Posen (né en 1966 à Brookline, Massachusetts) est un économiste américain, président du Peterson Institute for International Economics en sussédant à C. Fred Bergsten le 1er janvier  2013.

## Biographie
Adam Posen a obtenu un PhD en économie politique à l'université Harvard. Ses recherches portent sur la politique macro-économique dans les démocraties industrielles, les relations économiques à l'intérieur du G-20 et la résolution des crises financiéres. Il a été consultant du FMI et de plusieurs agences gouvernementales américaines de 1994 à 1997. Il a été économiste en recherche internationale à la Federal Reserve Bank of New York.